# Aupouri

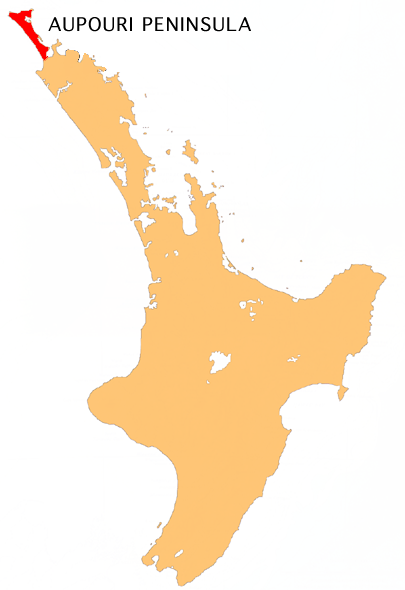
Położenie półwyspu Aupouri

Aupouri (ang. Aupouri Peninsula) – półwysep w północnej części nowozelandzkiej Wyspy Północnej. Stanowi najbardziej wysuniętą na północ część większego półwyspu North Auckland. Półwysep Aupouri jest przykładem tombolo.
Na półwyspie Aupouri znajduje się kilka przylądków, które były uznawane za najbardziej wysunięte na północ punkty Nowej Zelandii – Cape Maria van Diemen, Cape Reinga, North Cape oraz Surville Cliffs. Pomiary potwierdziły, że najbardziej wysunięty na północ jest ten ostatni.
Nazwa półwyspu pochodzi od nazwy maoryskiego plemienia Te Aupōuri.
Półwysep jest rzadko zaludniony – mieszka na nim około 1,6 tys. osób.